# Braderochus salcedoi
Braderochus salcedoi là một loài bọ cánh cứng thuộc họ Xén tóc.